# Rochovica
Rochovica je přírodní rezervace v katastrálních územích Rudinka v okrese Kysucké Nové Mesto a žilinské městské části Vranie v okrese Žilina v Žilinském kraji na Slovensku. Území bylo vyhlášeno v roce 1972 a jeho rozloha je 31,58 hektaru. Předmětem ochrany jsou teplomilná společenstva na vápencových skalách Kysucké vrchoviny.